# Baiji (distrito)
O distrito de Al-Daur (em árabe: قضاء بيجي) é um distrito da província de Saladino, no Iraque. A sua capital é Baiji.